# Amanullah Khan
Amanullah Khan, phiên âm tiếng Việt là Amanula Khan (Pashto:  أمان الله خان ) 
(1 tháng 6 năm 1892 – 25 tháng 4 năm 1960) là quốc vương Afghanistan từ năm 1919 đến 1929, đầu tiên là Amir và sau năm 1926 là Shah.

## Quốc vương
Ngày 3 tháng 5 năm 1919, ông bất ngờ tấn công người Anh, mở đầu cuộc chiến tranh Anh-Afghanistan lần thứ ba năm 1919. Năm 1921, hiệp ước đình chiến được ký kết, dân tộc Afghanistan độc lập khỏi đế quốc Anh. Cùng năm, ông lại ký một hiệp ước hữu nghị và nước Nga Xô viết. Ông còn ký hiệp ước trung lập và không xâm phạm với Liên bang Xô viết năm 1926. Nhà vua đã thực hiện một số cải cách với mục đích phát triển kinh tế, văn hoá cũng như củng cố nền độc lập của đất nước.

### Nội chiến
Trong chuyến thăm của Amanullah đến châu Âu, Những phản đối đối với sự cai trị của ông đã gia tăng thành một cuộc nổi dậy ở Jalalabad lên đến đỉnh điểm là một cuộc hành quân đến thủ đô, và phần lớn quân đội đã đào ngũ thay vì kháng cự. Vào tháng 1 năm 1929, Amanullah thoái vị và sống lưu vong tạm thời ở Ấn Độ thuộc Anh. Anh trai của ông là Inayatullah Khan trở thành vị vua tiếp theo của Afghanistan trong vài ngày cho đến khi Habibullah Kalakani, một thủ lĩnh của phong trào đối lập "Saqqawists", lên nắm quyền. Trong khi  ở Ấn Độ, Kalakani đánh nhau với các bộ lạc chống Saqqawist. Vào khoảng ngày 22 tháng 3, Amanullah trở lại Afghanistan tập hợp lực lượng ở Kandahar để tiếp cận Kabul và tiêu diệt Kalakani. Tuy nhiên, lực lượng của ông ta không tiến lên được và vào ngày 23 tháng 5 năm 1929, ông ta lại trốn sang Ấn Độ, lần này không bao giờ quay trở lại đất nước của mình.
Từ Ấn Độ, cựu vương đến châu Âu và định cư ở Ý, sau đó là Thụy Sĩ. Amanullah Khan qua đời ở Zurich, Thụy Sĩ năm 1960.